# Topolovec (Chorwacja)
Topolovec – wieś w Chorwacji, w żupanii zagrzebskiej, w mieście Vrbovec. W 2011 roku liczyła 133 mieszkańców.